# Lou Hobbs
Louis „Lou“ Boyd Hobbs  (* 11. Oktober 1941 in Cape Girardeau, Missouri; † 20. September 2007 ebenda) war ein US-amerikanischer Rockabilly-Sänger, Gitarrist, Musikproduzent und TV-Moderator. Hobbs war Gründer der Lou Hobbs Show.

## Biografie
Lou Hobbs startete seine musikalische Karriere bereits im Alter von sechs Jahren.
Er sang die Lieder von Hank Williams und Little Jimmy Dickens auf Veranstaltungen, in Clubs und überall, wo man ihn hören wollte.
Im Teenager-Alter brachte er sich selbst das Gitarrespielen bei und trat in die Fußstapfen seiner ebenfalls musikalischen Mutter Ruby Hobbs. Ende der 1950er Jahre traf er in Southeast Missouri den Musiker Narvel Felts, welcher gerade durch das Land tourte und einen neuen Musikstil publik machte: Rockabilly. Man freundete sich an. Ein Jahr später trennte sich Lou Hobbs von Narvel Felts, gründete seine eigene Band und spielte fortan einen eigenen Rockabilly. Man gab ihm den Beinamen: „Der lachende Teenager“.
Mehrere Singles erreichten die US-Country-Charts in den 1980er und 1990er Jahren.
1986 startete er seine eigene Show, die Lou-Hobbs-Show, ausgestrahlt vom Sender KFVS12, in welcher er Country-Größen wie Johnny Cash, Kris Kristofferson, George Jones und Randy Travis zu Gast hatte. Die Show erfreute sich hoher Beliebtheit, und Lou Hobbs’ Gesicht erreichte in den USA einen hohen Bekanntheitsgrad.
Lou Hobbs hatte vom Sender KFVS12 freie Hand in Programmgestaltung und Ablauf. 1988 wurde bei ihm die Parkinson-Krankheit diagnostiziert. Lou Hobbs arbeitete weiter, obwohl die Krankheit begann, seinen Körper zu übernehmen. „Er gibt niemals auf,“ sagte KFVS12-Chef Paul Keener. Die Lou Hobbs Show lief bis 2005.
1990 erreichte er weltweite Aufmerksamkeit mit dem von ihm geschriebenen und gesungenen Titel, Living on the New Madrid Fault Line, einem Titel über das verheerende New-Madrid-Erdbeben von 1811. Dieser Titel erhielt in 90 Ländern Radio-Air-Plays.
Lou Hobbs blieb trotz seiner Erfolge bescheiden und großzügig. So spendete er jedes Jahr zu Weihnachten anonym einer armen Familie das Weihnachtsessen und Geschenke.
Lou Hobbs starb am 20. September 2007 im Alter von 65 Jahren im Southeast Missouri Hospital in Cape Girardeau an den Folgen seiner Parkinson-Krankheit. Sein Grab befindet sich auf dem Old Lorimier Cemetery in Cape Girardeau.

## Diskografie (Auswahl)
- Mama, Mama, Mama –    Single (als „Louis Hobbs“)
- Corpus Christi´s Calling Me – Single
- Living on the New Madrid Fault Line
- Back To Missouri – Single
- Without your Love – Single
- Main Street U.S.A. – Single
- My Sweet Nancy – Single
- Ballad of Narvel felts – Single
- Mama, Mama, Mama – LP
- My Songs – CD Album
- Heroes – CD Album (mit den Animals und Wired West)
- Rockabilly Then & Now – CD
- Living on the New Madrid Fault Line – CD EP

## Auszeichnungen
- Mitglied der Rockabilly Hall of Fame